# PC Farias
Paulo César Siqueira Cavalcante Farias, conhecido como PC Farias, (Passo de Camaragibe, 20 de setembro de 1945 — Maceió, 23 de junho de 1996) foi um empresário brasileiro. Farias ganhou notoriedade por atuar como chefe da campanha de eleição de Fernando Collor de Mello e por seu envolvimento no escândalo de corrupção que levou ao impeachment deste, por sua fuga do país e pelas circunstâncias controversas em que foi assassinado.

## O caso Collor
Paulo César Farias foi tesoureiro da campanha de Fernando Collor de Mello e de seu vice Itamar Franco nas eleições presidenciais brasileiras de 1989. Três meses após a posse de Fernando Collor na Presidência da República, em 1990, surgiram as primeiras denúncias de corrupção no governo. PC Farias foi a personalidade-chave no escândalo de corrupção conhecido como "esquema PC", que levou à abertura de um processo de impeachment contra o presidente Fernando Collor em 1992.
Em matéria de capa da revista Veja desse mesmo ano, Farias foi acusado por Pedro Collor de Mello, irmão do Presidente da República, de ser o testa de ferro em diversos esquemas de corrupção que passaram a ser descobertos e investigados. O esquema PC arrecadou o equivalente a US$ 8 milhões de empresários privados, equivalente a R$ 30 milhões em 2015, em dois anos e meio do governo Collor (1990–1992). Além disso, o esquema que, segundo os depoimentos coletados, teria contado com o envolvimento direto do presidente, movimentou mais de US$ 1 bilhão dos cofres públicos.

## Morte
PC Farias foi encontrado morto, junto à sua namorada Suzana Marcolino, na praia de Guaxuma em 1996. Investigações do legista Badan Palhares deram como resultado que Suzana Marcolino matou PC Farias e se suicidou em seguida. O caso é considerado oficialmente um crime passional, mas para o médico-legista alagoano George Sanguinetti e o perito criminal Ricardo Molina de Figueiredo, o casal teria sido assassinado.
O promotor Luis Vasconcelos, não aceitando a versão oficial, continuou as investigações e levantou supostas evidências da presença de uma terceira pessoa na cena do crime. Posteriormente, ele denunciou à Justiça os ex-seguranças de PC (que permaneciam empregados pela família Farias) Adeildo dos Santos, Reinaldo Correia de Lima Filho, Josemar dos Santos e José Geraldo da Silva, que foram pronunciados. A defesa recorreu até o STF, que negou o último recurso em junho de 2011, decidindo que os réus iriam a júri popular. Após o julgamento iniciado em maio de 2013, os réus foram considerados inocentes das acusações.
As contradições do caso PC Farias foram objeto de matéria jornalística no programa Linha Direta da Rede Globo em 1999, que marcou a estreia do programa.

## Cronologia do Caso PC Farias
- 15 de março de 1990 - Fernando Collor de Mello toma posse como presidente da República. Ex-prefeito de Maceió (AL) em 1979 e ex-governador de Alagoas de 1987 a 1989, Collor recebeu 35 milhões de votos, três milhões a mais do que o segundo colocado nas eleições presidenciais, Luiz Inácio Lula da Silva.
- 16 de março de 1990 - Um dia após a sua posse como presidente, Fernando Collor de Mello anuncia o Plano Collor, que retira US$ 100 bilhões da economia. Os brasileiros só podem fazer saques bancários no valor máximo de NCz$ 50 mil. O restante está sob controle do Banco Central (BC).
- Outubro de 1990 - O então presidente da Petrobras, Luiz Octávio de Motta Veiga, pede demissão e denuncia pressões do empresário Paulo César Farias (PC Farias) e do secretário-geral da Presidência, Marcos Coimbra, para aprovar um empréstimo de US$ 40 milhões à companhia aérea VASP.
- 31 de Janeiro de 1991 - O presidente anuncia o Plano Collor II. Os preços são congelados e a economia, desindexada. Ações ordinárias da estatal Usiminas vão a leilão na Bolsa de Valores do Rio de Janeiro (Boverj). Eis a primeira empresa a ser privatizada.
- Fevereiro de 1991 - Surgem as primeiras suspeitas de compras superfaturadas durante a administração Collor. As superintendências da Legião Brasileira de Assistência (LBA) de São Paulo e do Amazonas detectam indícios de compras superfaturadas de cestas básicas.
- Abril de 1991 - Ministros militares criticam os baixos salários dos militares.
- 8 de maio de 1991 - Zélia Cardoso de Mello, ministra da Economia, pede demissão após críticas e um escândalo amoroso com o ex-ministro da Justiça, Bernardo Cabral.
- Junho de 1991 - O Banco do Brasil paga ao Midland Bank, de Londres, parte da dívida de US$ 85,9 milhões contraída por usineiros alagoanos.
- Agosto de 1991 - Sob acusações de irregularidades, a presidente da LBA, primeira-dama Rosane Collor, abandona o cargo na entidade filantrópica.
- Outubro de 1991 - Denúncias apontam que o Exército realizou concorrência superfaturada para a compra de fardas.
- Fevereiro de 1992 - O ministro da Ação Social, Ricardo Fiúza, admite que ganhou um jet ski de presente da construtora OAS.
- Março de 1992 - Surgem denúncias de que o ex-diretor do INSS Volnei DÁvila teria recebido propina para liberar verbas do FGTS.
- Abril de 1992 - Ministros do governo Collor renunciam em bloco. Apenas Antônio Cabrera, Marcílio Marques Moreira, José Goldemberg, os militares e os recém-nomeados permanecem.
- Maio de 1992 - O irmão de Fernando Collor, Pedro Collor, acusa PC Farias de ser o "testa de ferro" do presidente.
- 1º de junho de 1992 - O Congresso Nacional instala uma Comissão Parlamentar de Inquérito (CPI) para apurar os negócios de PC Farias no governo Collor.
- 4 de junho de 1992 - O irmão de Collor, Pedro, depõe à CPI e acusa PC Farias de montar uma rede de tráfico de influência no governo, com a conivência do presidente.
- Julho de 1992 - O motorista de Collor, Eriberto França, vai ao Congresso e confirma os depósitos de PC Farias para a secretária do presidente, Ana Acioli. No mesmo mês, França declara à revista IstoÉ que PC Farias pagava as contas da Casa da Dinda.
- 3 de agosto de 1992 - O ex-secretário de Imprensa da Presidência, Pedro Luís Rodrigues, avisa que não pretende se despedir de Collor ao deixar o governo. A executiva nacional do Partido dos Trabalhadores (PT) decide promover uma série de comícios no país pela aprovação do impeachment.
- 4 de agosto de 1992 - O ex-ministro da Educação José Goldemberg declara que foi "enganado e burlado" por Collor.
- 5 de agosto de 1992 - O governo decide que o prazo ideal para enfrentar a oposição na votação do impeachment será depois das eleições de 3 de outubro.
- 15 de agosto de 1992 - Collor anuncia em cadeia nacional de rádio e TV a devolução da última parcela de cruzados novos bloqueados e do empréstimo compulsório cobrado no governo Sarney.
- 16 de agosto de 1992 - O preto domina na guerra das cores proposta pelo presidente. A Ordem dos Advogados do Brasil (OAB) decide que a entidade pedirá o impeachment de Collor quando o relatório da CPI ficar pronto.
- 21 de agosto de 1992 - A CPI confirma que a reforma na Casa da Dinda foi paga pela Brasil Jet. Cerca de 40 mil estudantes cariocas, convocados pela União Nacional dos Estudantes (UNE), pediram o impeachment de Collor. O jornal norte-americano The New York Times comenta em editorial a situação política do Brasil sob o título "Lágrima pelo Brasil".
- 22 de agosto de 1992 - Telefonemas anônimos afirmam que há bombas no auditório Petrônio Portella, do Senado, onde será apresentado o relatório da CPI. O senador Amir Lando (PMDB-RO) encontra um vírus no computador no qual redigia o relatório da CPI.
- 24 de agosto de 1992 - A CPI conclui que Collor desonrou a Presidência e tem ligações com o Esquema PC.
- 25 de agosto de 1992 - Multidões vão às ruas das capitais do país exigir a renúncia de Collor. Os ministros divulgam nota afirmando que vão permanecer para garantir a governabilidade. O ministro da Justiça Célio Borja enfatiza que não é uma manifestação de solidariedade ao presidente. Collor fala sobre a crise para uma emissora de TV argentina. Garante que seu mandato não corre risco e analisa as manifestações de rua como fatos provocados pela campanha eleitoral.
- 26 de agosto de 1992 - Depois de 85 dias de trabalho da CPI, o senador Amir Lando conclui seu relatório, que incrimina Collor. O texto é aprovado na comissão por 16 a favor e 5 contra.
- Setembro de 1992 - A primeira-dama Rosane Collor é indiciada por irregularidades na Legião Brasileira de Assistência (LBA). O procurador-geral da República, Aristides Junqueira, aponta envolvimento de Collor em crimes.
- 1 de setembro de 1992 - Em meio a uma onda de manifestações por todo o país, os presidentes da Associação Brasileira de Imprensa (ABI), Barbosa Lima Sobrinho, e da Ordem dos Advogados do Brasil (OAB), Marcello Lavenière, apresentam à Câmara o pedido de impeachment de Collor.
- 29 de setembro de 1992 - A Câmara dos Deputados vota a favor da abertura do processo de impeachment de Collor por 441 votos a favor e 33 contra.
- 1º de outubro de 1992 - O processo de impeachment é instaurado no Senado.
- 2 de outubro de 1992 - Collor é afastado da Presidência até o Senado concluir o processo de impeachment. O vice-presidente Itamar Franco assume provisoriamente o governo e começa a escolher sua equipe ministerial.
- 29 de dezembro de 1992 - Começa o julgamento de Collor no Senado. O presidente renuncia por meio de uma carta lida pelo advogado Moura Rocha no Senado, para evitar o impeachment.
- 30 de dezembro de 1992 - Por 76 votos a favor e 3 contra, Fernando Collor é condenado à perda do mandato à inelegibilidade por oito anos.
- 21 de janeiro de 1993 - PC Farias volta de passeio com a família na Europa; ele retorna três dias antes da data que seu advogado anunciara à justiça a sua volta.
- 19 de julho de 1993 - PC Farias foge do Brasil num bimotor acompanhado pelo piloto Jorge Bandeira de Mello, seu sócio na empresa de táxi aéreo Brasil-Jet. A rota de fuga começa em Ibimirim (PE), com escalas em Bom Jesus da Lapa (BA), Dourados (MS) e Assunção, no Paraguai, até chegar a Buenos Aires, na Argentina, no dia 20.
- 30 de junho de 1993 - O juiz Pedro Paulo Castelo Branco, da 10ª Vara Federal do Distrito Federal, decreta a prisão preventiva de Paulo César Farias (PC Farias) por crime de sonegação fiscal.
- 20 de outubro de 1993 - PC é localizado em Londres, na Inglaterra.
- Novembro de 1993 - O governo britânico concorda em decretar a prisão preventiva de PC, obrigando o empresário a deixar o país.
- 29 de novembro de 1993 - PC é preso em Bangcoc, na Tailândia.[1]
- 2 de dezembro de 1993 - PC embarca no Boeing 747-400 da Varig que faz o voo de Hong Kong para São Paulo com escalas em Bangcoc (Tailândia) e Joanesburgo (África do Sul).
- 3 de dezembro de 1993 - PC é levado para um quarto-prisão na Superintendência da Polícia Federal (PF).
- 13 de dezembro de 1994 - O Supremo Tribunal Federal (STF) condena PC Farias a sete anos de prisão por falsidade ideológica.
- 22 de dezembro de 1994 - PC deixa Brasília e é transferido para uma cela no QG do Corpo de Bombeiros em Maceió (AL).
- 9 de junho de 1995 - PC deixa a prisão para cumprir o resto da pena em regime aberto, tendo de respeitar o horário de recolhimento à noite, nos fins de semana e feriados.[1]
- 29 de agosto de 1995 - É exibido o programa SBT Repórter em que PC afirma que Collor tinha conhecimento de todas as suas atividades na campanha.
- 28 de dezembro de 1995 - O STF concede liberdade condicional ao tesoureiro da campanha de Fernando Collor.
- 23 de junho de 1996 - Os corpos de PC Farias e sua namorada Suzana Marcolino são encontrados na casa de praia de PC, em Maceió.[1][4]
- 9 de agosto de 1996 - O legista Fortunato Badan Palhares endossa a versão de crime passional sobre a morte de PC Farias.
- 17 de dezembro de 1996 - Equipe de peritos que investigou o caso descarta o suicídio de Suzana Marcolino.
- 15 de setembro de 1999 - Vidente de PC Farias concede entrevista à revista IstoÉ e conta que as brigas entre PC e seu irmão Augusto Farias aconteciam por causa de dinheiro.
- 18 de novembro de 1999 - A polícia encerra o inquérito sobre a morte de PC e indicia oito ex-funcionários de PC Farias, e o Ministério Público denuncia os ex-seguranças de PC (que permaneciam empregados pela família Farias) Adeildo dos Santos, Reinaldo Correia de Lima Filho, Josemar dos Santos e José Geraldo da Silva pelo duplo homicídio.
- 25 de junho de 2011- O STF nega o último recurso de defesa dos réus, que vão a júri popular.
- 10 de maio de 2013 - Sai o resultado do julgamento. O júri considera que houve duplo assassinato, mas não aponta os autores dos crimes. Os quatro réus são absolvidos por clemência.